# Epilohmannia zwarti
Epilohmannia zwarti är en kvalsterart som beskrevs av Thomas van der Hammen 1986. Epilohmannia zwarti ingår i släktet Epilohmannia och familjen Epilohmanniidae. Inga underarter finns listade i Catalogue of Life.